# Maldonado
Maldonado è una città uruguaiana, capoluogo del dipartimento omonimo. Forma un unico agglomerato urbano con la cittadina di Punta del Este.

## Geografia
Maldonado è situata nell'Uruguay sud-orientale, a breve distanza dalla costa atlantica, lungo le rive del torrente omonimo. È situata a 95 km ad est dalla capitale Montevideo.

## Storia
Il toponimo trae origine da Francisco Maldonado, un ufficiale in servizio sulla Santa Maria del Espinar, una delle imbarcazioni che componevano la flottiglia guidata da Sebastiano Caboto, che venne lasciato qui mentre il resto dell'equipaggio faceva ritorno in Spagna.
In seguito al trattato di Madrid del 1750, il governatore di Montevideo José Joaquín de Viana chiese al re di poter fondare due insediamenti, per contenere l'espansione portoghese nelle regioni orientali della Banda Oriental. Nell'agosto 1755, non avuta ancora una risposta dalla corte reale, Viana partì alla volta della costa atlantica dove fece insediare alcune famiglie in quella che oggi è l'odierna Maldonado. 
Nel 1783, con la crescita della popolazione, poté essere istituito un cabildo, la cui effettiva assunzione risalirà solamente al 14 marzo di cinque anni dopo. Così, con la costituzione dell'assemblea, venne ufficialmente decretata anche la nascita della città di San Fernando de Maldonado, così chiamata in onore del re Ferdinando VI di Spagna.
Maldonado verrà attaccata e saccheggiata dalle truppe britanniche durante le invasioni della regione platina nel 1806-1807.
Nel maggio 1837, durante la guerra d'indipendenza riograndense giunse a Maldonado, Giuseppe Garibaldi, in fuga dai brasiliani; fu quello il suo primo ingresso nell'allora Repubblica Orientale dell'Uruguay.

## Monumenti e luoghi d'interesse
- Cattedrale di San Fernando, costruita nel primo decennio del XIX secolo.
- Caserma dei Dragoni
- Torre del Vigia

## Società

### Religione
La città è sede della diocesi di Maldonado-Punta del Este-Minas, istituita il 2 marzo 2020 e suffraganea dell'arcidiocesi di Montevideo.

## Cultura

### Istruzione

#### Musei
- Museo Mazzoni

## Infrastrutture e trasporti

### Strade
Maldonado è attraversata dalla strada 39 che la unisce alla vicina cittadina di San Carlos e ad Aiguá, nel dipartimento di Lavalleja. La zona balneare della città è attraversata dalla strada 10, la litoranea che attraversa alcune delle principali località turistiche uruguaiane come Piriápolis e Punta del Este.

### Aeroporti
L'aeroporto internazionale di Laguna del Sauce è situato a 14 km ad est della città.